# Masseria Spinosa
La masseria Spinosa è una delle strutture di interesse storico-artistico-religioso di Napoli; è situata nella zona del Rione Sanità, nel cuore del Centro storico.
La struttura monumentale compare già nell'antica Carta Carafa del 1775. La chiesa del complesso, tipicamente barocca, risale però ad un periodo precedente. La sua facciata è composta da un portale che termina con un arco a sesto acuto e da un timpano triangolare; mentre l'interno è formato da una planimetria rettangolare. La chiesa è preceduta da una piccola rampa di scale.
La Carta Schiavoni del 1881, invece, la constata di proprietà della famiglia Spinosa, da cui deriva la denominazione attuale del complesso. Alla masseria vi si accede da un vialetto frontale ancora inalterato, che, di sua volta, lo si raggiunge tramite delle austere scale, anch'esse già presenti nelle carte del 1881.